# Capra (priimek)
Capra je priimek več znanih oseb:
- Frank Capra (1897—1991), ameriški režiser
- Fritjof Capra (*1939), avstrijsko-ameriški fizik in filozof